# لبن الأطفال العضوي
يُعد لبن الأطفال العضوي بديلًا اصطناعيًا لـحليب ثدي الأم الطبيعي. لاشك أن اللبن العضوي ذو جودة، ولكن هذا يعتمد بدرجة كبيرة على معايير اللوائح المطبقة في هذا الشأن في الدولة التي ينتج فيها.
اللبن العضوي يستحق أن تدفع فيه ثمناً أعلى. وإذا لم تكن على يقين من أن اللبن الذي تشتريه عضوياً، فابحث عن الماركات المحلية، وزر المزارع لتسأل أصحابها عما يقدمونه لها من أعلاف ومضادات حيوية وهرمونات.